# Memecylon thouarsianum
Memecylon thouarsianum är en tvåhjärtbladig växtart som beskrevs av Charles Victor Naudin. Memecylon thouarsianum ingår i släktet Memecylon och familjen Melastomataceae.
Artens utbredningsområde är Madagaskar. Inga underarter finns listade i Catalogue of Life.